# Syndyophyllum excelsum
Syndyophyllum excelsum är en törelväxtart som beskrevs av Karl Moritz Schumann och Carl Karl Adolf Georg Lauterbach. Syndyophyllum excelsum ingår i släktet Syndyophyllum och familjen törelväxter. Inga underarter finns listade i Catalogue of Life.